# Magnifico
Magnifico, s pravim imenom Robert Pešut, slovenski pevec zabavne glasbe, * 1. december 1965, Ljubljana.  
Je sin matere Belokranjke in srbskega očeta. Njegov dedek je bil srbski vojak na  solunski fronti v prvi sv. vojni, omenjenemu je tudi posvetil pesem "pukni zoro" iz svojega albuma "Montevideo, Bog te video" 2013.
Svojo glasbeno pot je začel s skupino U'redu, s katero je posnel svoj prvi album, Goli (1990). Nadaljeval je s solistično kariero in v 12. letih posnel 6 plošč. Mnoge njegove skladbe so postale slovenske zimzelene uspešnice, npr. Silvija (s skladbo je sodeloval na prireditvi EMA 1998), Kdo je čefur, 24.000 poljubov, Hir aj kam hir aj go (skladba je postala hit tudi v državah bivše Jugoslavije, v Italiji, odkupila jo je družba Sony records) in drugje. 
Magnifico je tudi avtor zmagovalne pesmi prireditve EMA 2002 Lahko ti podarim samo ljubezen (ki jo je pela transvestitska skupina Sestre).
Nastopal je v filmih: Stereotip, Kajmak in marmelada, Poker, Porno film in kot glasbenik v srbskem filmu Montevideo, Bog te video!.
Izpostavil se je tudi s svojo podporo Zoranu Jankoviću, leta 2011 je bil med vidnejšimi meščani, ki so ga na Magistratu prosili, da kandidira na tedanjih parlamentarnih volitvah.

## Izbrana diskografija

### V.I.S. Diamanti
- Hits of Mr. Džirlo (skupaj z Alešem Klinarjem, Anjo Rupel in Janezom Zmazkom)[4]

### U'Redu
- U'redu - Goli, 1990, RTV Slovenija, DD 041
- U'redu - Let's dance, 1992, Croatia Records, LP-6

### Magnifico
- Od srca do srca, 1993
- Kdo je čefur, 1996
- Magnifico & Pismejkers - Stereotip (glasba iz filma), 1997, Nika
- Silvia, 1998 (singl)
- Sexy Boy, 1999
- Komplet (kompilacija), 2001
- Export Import, 2003
- Grande finale, 2007
- The Land of Champions, 2007 (singl)
- Magnifico Balcountry Quartet - Srečno, 2008.
- Magnifico & Srpski vojni orkestar Stanislav Binički - Montevideo, Bog te video!, 2013, Menart
- Charlatan de Balkan, 2016, Dom svobode

### Filmska glasba
- Stereotip (1997)
- Prepisani (2010)
- Montevideo, Bog te video! (2010)
- Montevideo, Bog te video! (tv serija) (2012)